# رحلة الأندلس
رحلة الأندلس كتاب من تأليف الرحالة المصري محمد لبيب البتنوني، وهو بالأحرى عشرة رسائل قام بنشرها في جريدة الأهرام بعد أن جال إسبانيا سنة 1926. ويتحدث حول المعالم المتواجدة بإسبانيا عامة، وبالأخص تلك التي تركها المسلمون، وعن مخلفات الحضارة والعمارة الأندلسية؛ فيصفها ويحكي قصصاً عايشها المسلمون .